# Rokitnik (demon)
Rokitnik (kasz. roczitnik) – według ludowych wierzeń kaszubskich psotny demon wywołujący wichry. Wyobrażano go sobie jako postać ludzką ze skrzydłami nietoperza. Jego nazwa pochodzi prawdopodobnie od rokiciny, w której zwykł przesiadywać, robiąc sobie z jej gałązek piszczałki.